# Reiman István
Reiman István (Fülek, 1927. február 26. – Budapest, 2012. március 11.) magyar matematikus.

## Élete, pályája
Négyéves elemi iskoláját Füleken végezte. Majd 1937-ben kezdte el a nyolcosztályos gimnáziumot Losoncon. A gimnázium utolsó évében behívták katonának. A világháborúban szovjet hadifogságba esett, ahonnan 1948-ban tért haza. A nyolcadik gimnáziumi osztályt Szentgotthárdon fejezte be, ahol 1949-ban érettségizett.
1949–1953 között végezte el az ELTE Természettudományi Kar (ELTE-TTK) matematika–fizika tanári szakát.
1953-tól 1970-ig az ELTE Természettudományi Kar (ELTE-TTK). Eközben nyolc évig az egyetemi munkájával párhuzamosan középiskolában is tanított. 1970–1996 között a Budapesti Műszaki Egyetem Gépészmérnöki Kar Geometria tanszékének oktatója, 1986–1992 között tanszékvezetője volt.
1970-től a matematikai tudományok kandidátusa lett.
1961–2002 között a Nemzetközi Matematikai Diákolimpiák magyar csapatának felkészítője volt.
A 2000-es évek elején aktív korban lévő és kiemelkedő magyar matematikusok többségét tanította, az úgynevezett Reiman-szakkör által, amely a 70-es években minden második szombat délután volt megtartva, a júniusi intenzív olimpiai felkészítő előkészítőjeként.

## Díjai, elismerései
- Apáczai Csere János-díj (1993)
- Erdős-érem (Matematikaversenyek Nemzetközi Szövetsége, 2000)
- Rátz Tanár Úr-életműdíj (2002)
- A Magyar Köztársasági Érdemrend tisztikeresztje (2007)

## Művei
- A geometria és határterületei, Gondolat, Budapest, 1986
- Matematika, Műszaki Könyvkiadó, Budapest, 1992, Typotex Kiadó, 2011 ISBN 978-963-2793-00-9
- Nemzetközi Matematikai Diákolimpiák 1959-2003 (Dobos Sándorral közösen), Typotex 2003, Budapest, ISBN 963-9548-04-9
- Fejezetek az elemi geometriából, Typotex, Budapest, 1998, ISBN 978-963-9132-28-3